# Береславское водохранилище
Береславское водохранилище — часть Волго-Донского канала. Создано для нужд судоходства.

## Географическое положение
Береславское водохранилище находится в Калачёвском и Городищенском районах Волгоградской области, в 40 км западнее Волгограда. Размеры водохранилища — 9 на 2,5 км. Площадь поверхности — 15,2 км². Средняя глубина — 4-6 метров. Объём — 50 млн м3. Высота над уровнем моря 63,2 м.

## Описание
Водохранилище было создано в 50-х годах XX века при строительстве Волго-Донского судоходного канала (общая протяжённость 101 км). Помимо Береславского данный канал включает ещё 2 — Варваровское и Карповское водохранилища.
Притоки — ручьи в балках Самородная, Песчаная и Демкинна.

## Фауна
В Береславском водохранилище обитают: чехонь, лещ, плотва, елец, жерех, судак, щука, окунь, сом, густера, синец, сазан, берш, язь, красноперка, линь, толстолобик, золотой и серебряный караси, рыбец, подуст, белоглазка, уклея, бычки, щиповка, пескарь, горчак, рыба-игла.

## История
При строительстве Волго-Донского канала и Береславского водохранилища, во избежание затопления, пришлось перенести хутор Рокотино на полтора километра выше в степь.
У западной оконечности водохранилища находится посёлок Береславка. В 1954 году на базе посёлка был создан совхоз «Волга-Дон», в 1980—1990 годах посёлки Рокотино и Береславка объединили.